# Stigmodera macularia
Stigmodera macularia es una especie de escarabajo del género Stigmodera, familia Buprestidae. Fue descrita científicamente por Donovan en 1805.
Se distribuye por el sureste de Australia. Es de cabeza oscura, élitros de color amarillo o rojo; suele ser encontrado en la parte superior de las flores.

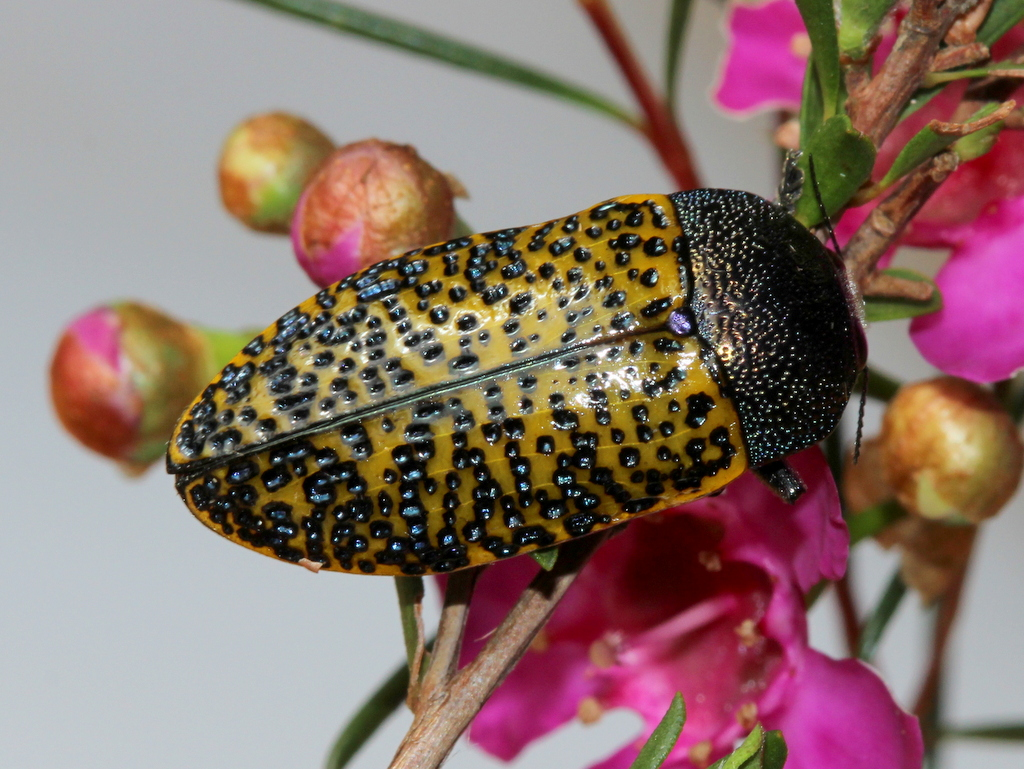
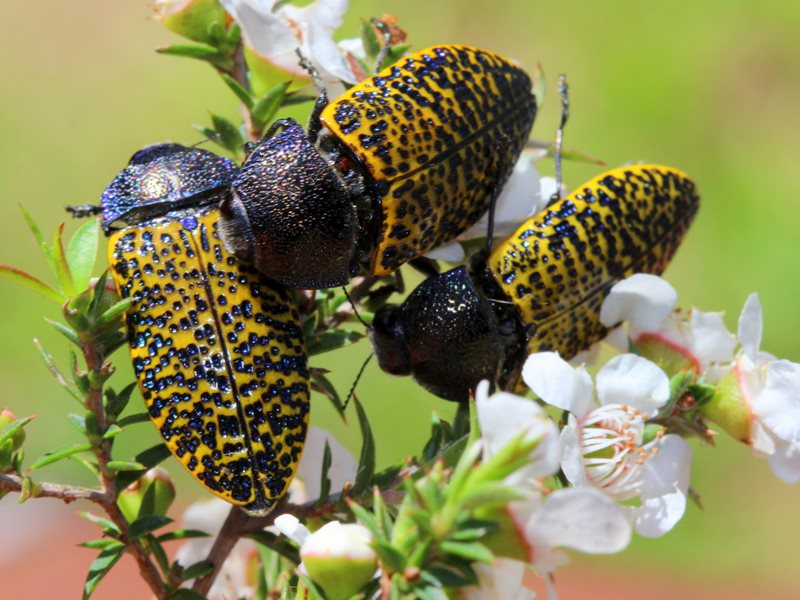
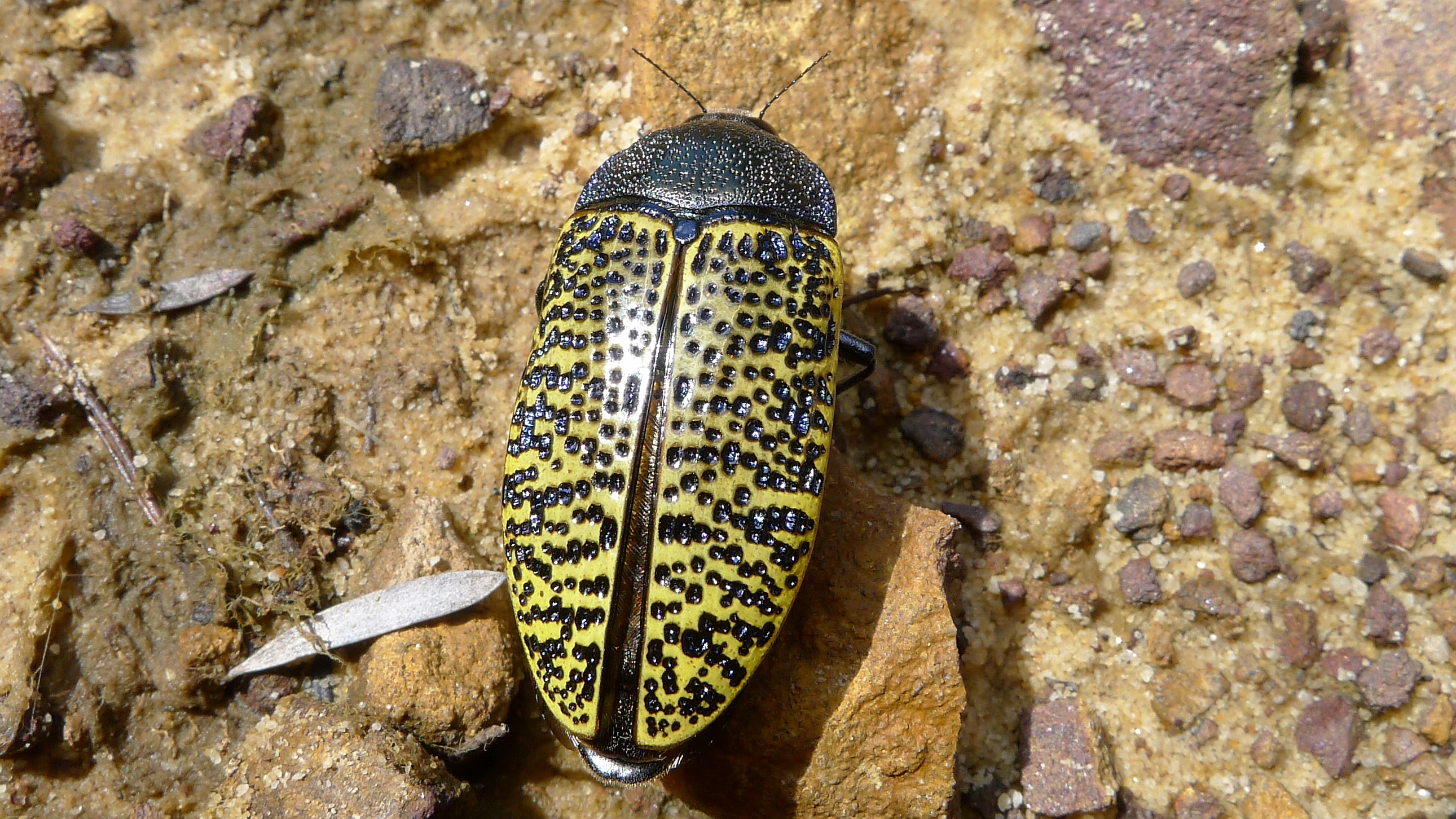
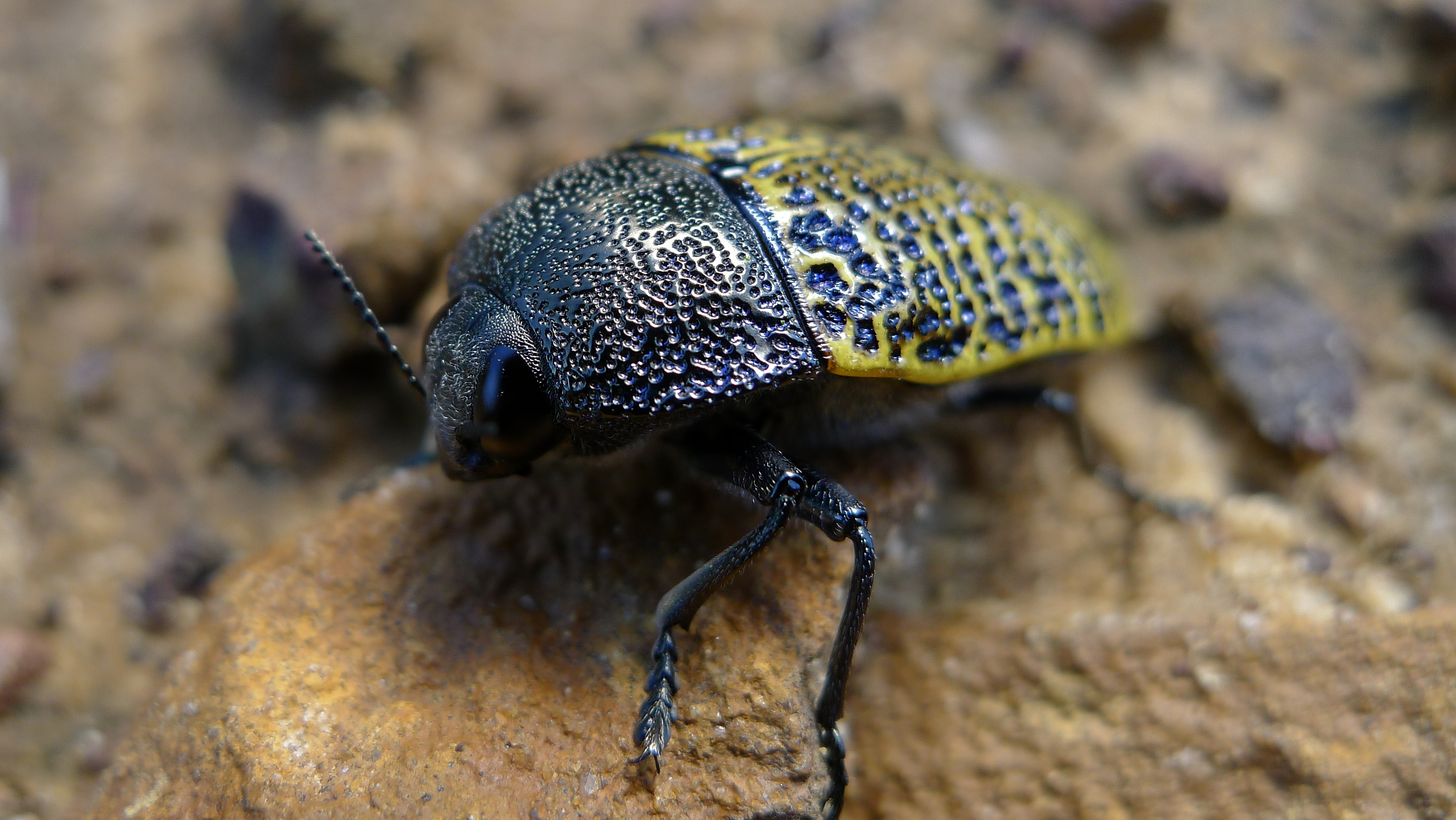